# Barbara Bryne
Barbara Bryne  (Londres, 1 de abril de 1929-Mineápolis, 2 de mayo de 2023) fue una actriz británico-estadounidense. 

## Biografía
Bryne llegó a Canadá a principios de la década de 1960.
En el escenario, apareció en comedias, producciones dramáticas y musicales de Broadway y estudió en la Real Academia de Arte Dramático.
Apareció en algunas películas, incluidas The Girl and the Professor (1983), The Bostonians (1984), Amadeus (1984) y Two Evil Eyes (1990).

## Vida privada
Contrajo matrimonio con Dennis Spence desde 1953 a 2018, fueron padres de Susan Jane Spence.
Falleció el 2 de mayo de 2023 a los 94 años, en Mineápolis. Fue cremada y sus cenizas entregadas a sus familiares.

## Filmografía
- 1984, Amadeus
- 1981, Excalibur
- 1960, Barbara Broccoli
- 2012. 007: Operación Skyfall